# Scotia (architectuur)

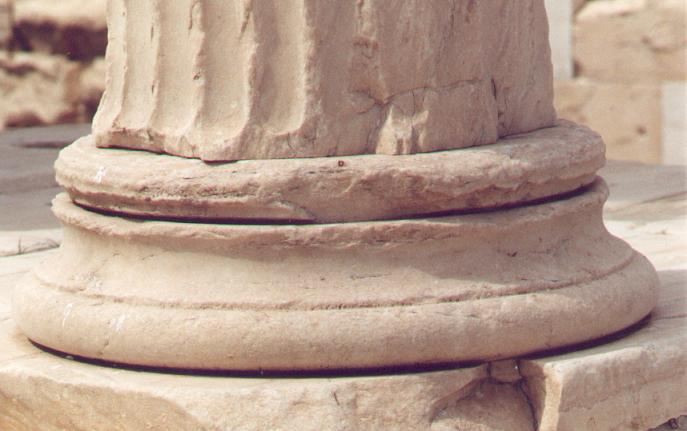
Het voetstuk met basement van een Ionische zuil (Athene, Propylaeën van de Akropolis) met een torus vervolgens een scotia en vervolgens opnieuw een torus

In de architectuur wordt met de scotia het holle deel van de voet bedoeld, meestal geplaatst tussen twee torussen. Deze versiering van het basement van een zuil werd in de Oud-Griekse architectuur toegepast.